# Mike Nesbitt

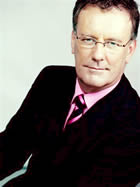
Mike Nesbitt

Mike Nesbitt (* 11. Mai 1957 in Belfast, Nordirland) ist ein nordirischer Politiker.

## Biografie
Nesbit entstammt einer nordirisch-protestantischen Familie und wuchs in Belfast auf. Er besuchte dort das Campbell College und war eine Zeitlang als Amateursportler (400-Meter-Hürdernläufer) aktiv. Später war er Sportreporter bei der BBC und danach 10 Jahre lang Nachrichtensprecher beim nordirischen Fernsehkanal UTV. 2008 bis 2010 amtierte er als Victims' Commissioner, einem Amt, das als Interessenvertretung der Nordirlandkonflikt-Geschädigten geschaffen worden war. 2010 schloss er sich der Ulster Unionist Party (UUP) an und kandidierte bei der Britischen Unterhauswahl erfolglos im Wahlkreis Strangford, gewann jedoch ein Mandat für die Northern Ireland Assembly bei der Wahl im Folgejahr. Von 2012 bis 2017 war er Parteiführer der Ulster Unionist Party.
Nach der Wahl zur Nordirland-Versammlung 2017, bei der die UUP enttäuschend abgeschnitten hatte, erklärte Nesbitt seinen Rücktritt vom Parteivorsitz.